# Securigera globosa
Securigera globosa là một loài thực vật có hoa trong họ Đậu. Loài này được (Lam.) Lassen miêu tả khoa học đầu tiên.